# Five Years (1969–1973)
Albums de David Bowie
Nothing Has Changed
(2014) Blackstar
(2016)
Five Years (1969–1973) est un coffret de David Bowie sorti en septembre 2015 qui retrace la carrière du chanteur entre 1969 et 1973. Il est édité au format CD (12 disques) et 33 tours (13 disques).

## Contenu
Le coffret comprend les six albums studio publiés par David Bowie durant cette période :
- Space Oddity (1969) ;
- The Man Who Sold the World (1970) ;
- Hunky Dory (1971) ;
- The Rise and Fall of Ziggy Stardust and the Spiders from Mars (1972) ;
- Aladdin Sane (1973) ;
- Pin Ups (1973).

The Rise and Fall of Ziggy Stardust and the Spiders from Mars figure dans deux versions : le remaster de 2012 et le mix de Ken Scott de 2003.
Le coffret comprend également deux albums enregistrés en concert durant cette période :
- Live Santa Monica '72, enregistré en 1972 et publié en 2008 (1 CD, mais 2 33 tours) ;
- Ziggy Stardust: The Motion Picture, enregistré en 1973 et publié en 1983.

Enfin, le coffret comprend Re:Call 1, une double compilation inédites de chansons sorties en single à l'époque,.

## Titres(Re:Call 1)
Toutes les chansons sont écrites et composées par David Bowie, sauf mention contraire.
| 1.  | Space Oddity (single britannique original en mono)                        |                    | 4:42 |
| 2.  | Wild Eyed Boy from Freecloud (single britannique original en mono)        |                    | 4:52 |
| 3.  | Ragazzo solo, ragazza sola (version italienne de Space Oddity)            | David Bowie, Mogol | 5:06 |
| 4.  | The Prettiest Star (single original en mono avec Marc Bolan à la guitare) |                    | 3:13 |
| 5.  | Conversation Piece (face B de The Prettiest Star)                         |                    | 3:07 |
| 6.  | Memory of a Free Festival (Part 1)                                        |                    | 4:03 |
| 7.  | Memory of a Free Festival (Part 2)                                        |                    | 3:34 |
| 8.  | All the Madmen (version single en mono inédite)                           |                    | 3:15 |
| 9.  | Janine (version en mono)                                                  |                    | 3:23 |
| 10. | Holy Holy (single original en mono)                                       |                    | 3:13 |
| 11. | Moonage Daydream (version sortie en single sous le nom d'Arnold Corns)    |                    | 3:53 |
| 12. | Hang On to Yourself (version sortie en single sous le nom d'Arnold Corns) |                    | 2:52 |

| 1.  | Changes (single original en mono)                                |                           | 3:39 |
| 2.  | Andy Warhol (single original en mono)                            |                           | 3:07 |
| 3.  | Starman (mix original)                                           |                           | 4:17 |
| 4.  | John, I'm Only Dancing (single original)                         |                           | 2:47 |
| 5.  | The Jean Genie (single original)                                 |                           | 4:08 |
| 6.  | Drive-In Saturday (version single sortie en Allemagne)           |                           | 4:03 |
| 7.  | Around and Around                                                | Chuck Berry               | 2:42 |
| 8.  | Time (version single sortie aux États-Unis)                      |                           | 3:43 |
| 9.  | John, I'm Only Dancing (version avec saxophone)                  |                           | 2:45 |
| 10. | Amsterdam                                                        | Jacques Brel, Mort Shuman | 3:27 |
| 11. | Holy Holy (version avec les Spiders from Mars)                   |                           | 2:18 |
| 12. | Velvet Goldmine (face B de la réédition de 1975 de Space Oddity) |                           | 3:10 |